# Arrondissement de Paris
O arrondissement de Paris é uma divisão administrativa francesa, localizada na região da Île-de-France. Ela cobre exatamente Paris, tanto comuna como departamento.
O arrondissement de Paris não deve ser confundido com os 20 arrondissements municipais, que são elas mesmas subdivisões da comuna de Paris.
Com 2 211 297 habitantes em 2008, é o arrondissement francês mais populoso, mais que o de Lyon, e mais densamente povoado.
Ele é composto por 20 cantões, abrangendo cada um dos 20 arrondissements de Paris.
Como ele é o único no departamento, este arrondissement não possui subprefeitura nem subprefeito. É o prefeito de Paris que está em relação com o Conselho de Paris, em seu papel de conselho geral do departamento de Paris.
Os arrondissements de Belfort e de Lyon são os únicos em uma situação similar.